# クラブ・ナシオナル (パラグアイ)
クラブ・ナシオナル（スペイン語: Club Nacional）は、パラグアイの首都アスンシオンに本拠地を置くサッカークラブである。プリメーラ・ディビシオン（1部）に所属。
コパ・リベルタドーレスには1983年、1986年、2009年の3回出場した。

## タイトル

### 国内タイトル
- プリメーラ・ディビシオン：9回
  - 1909, 1911, 1924, 1926, 1942, 1946, 2009クラウスーラ, 2011アペルトゥーラ, 2013アペルトゥーラ
- ディビシオン・インテルメディア：3回
  - 1979, 1989, 2003

### 国際タイトル
なし

## 現所属メンバー
2022年3月6日現在
注：選手の国籍表記はFIFAの定めた代表資格ルールに基づく。
| No. | Pos. |              | 選手名                     |
| --- | ---- | ------------ | -------------------------- |
| 1   | GK   | パラグアイ   | ロドルフォ・ロドリゲス     |
| 2   | DF   | パラグアイ   | フアン・フランコ           |
| 4   | DF   | パラグアイ   | ガストン・ベニテス         |
| 5   | DF   | パラグアイ   | ロランド・ゲレーニョ       |
| 7   | MF   | アルゼンチン | ダリオ・リオス             |
| 8   | MF   | パラグアイ   | フアン・アルグエージョ     |
| 9   | FW   | パラグアイ   | ダビド・フレイタス         |
| 10  | FW   | パラグアイ   | ダニーロ・サンタクルス     |
| 11  | FW   | パラグアイ   | オルランド・ガオナ・ルーゴ |
| 13  | DF   | パラグアイ   | アレックス・アギラール     |
| 14  | DF   | パラグアイ   | クラウディオ・ヌニェス     |
| 15  | DF   | アルゼンチン | フランコ・コスタ           |
| 16  | MF   | ウルグアイ   | マルセロ・パラウ           |

| No. | Pos. |              | 選手名                   |
| --- | ---- | ------------ | ------------------------ |
| 17  | FW   | パラグアイ   | マティアス・マルティネス |
| 18  | MF   | パラグアイ   | リチャルド・プリエト     |
| 19  | DF   | パラグアイ   | ウィルソン・イバローラ   |
| 21  | MF   | パラグアイ   | カルロス・アルーア       |
| 22  | MF   | パラグアイ   | ロドリゴ・ベラ           |
| 23  | DF   | パラグアイ   | カルロス・エスピノラ     |
| 24  | FW   | パラグアイ   | マルティン・ヌニェス     |
| 25  | FW   | アルゼンチン | ファクンド・ブルエラ     |
| 26  | MF   | パラグアイ   | セルヒオ・フレテス       |
| 28  | DF   | アルゼンチン | ブルーノ・カブレラ       |
| 29  | MF   | パラグアイ   | セバスティアン・バルガス |
| 30  | GK   | パラグアイ   | サンティアゴ・ロハス     |
| 32  | MF   | パラグアイ   | オルランド・コルマン     |

## 歴代所属選手

### DF
- エリベルト・エレーラ

### MF
- / ロベルト・アクーニャ 1989-1993

### FW
- クリスティアン・ボガード 2005-2007
- オスカル・カルドソ 2005-2006
- フロレンシオ・アマリージャ -1958
- アルセニオ・エリコ 1930-1933, 1947-1949